# 阿达尔贝特亲王号护卫舰
阿达尔贝特亲王号是德意志帝国海军建造的莱比锡级护卫舰的二号舰暨末舰。它于1875年开始在斯德丁伏尔铿船厂铺设龙骨，1876年6月下水，至1877年8月交付使用。该舰最初是为纪念在普法战争中的色当大捷而被命名为色当号（Sedan），但至1878年，它又被重命名为阿达尔贝特亲王号，以避免刺激法国。它装备有十二门170毫米箍炮，最初被定型为盖甲板护卫舰，自1884年起又重归类为巡洋巡防舰。
阿达尔贝特亲王号在服役生涯中曾进行过两次海外巡航，均是前往东亚。第一次是从1878年底到1880年底，尽管有德皇的孙子海因里希亲王跟舰接受海军训练，但过程大致平安无事。第二次航行从1883年底到1885年底，期间历经多次变更；其前往东亚的航程因一项将皇储腓特烈送往西班牙的命令而推迟。抵达东亚后，该舰观察了1884年的中法战争，但它在该地区待了尚不足半年便奉命返航。回程亦数次被推迟，首先是为了保护德国在南美洲西部的利益，继而是为了解决与桑给巴尔的争端而加入一个新的巡洋分舰队，并在另一艘舰修理时临时担当分舰队旗舰，之后又被卷入与西班牙的殖民地争端。返回德国后，阿达尔贝特亲王号被改装成一艘海军学员的教学舰，担任这个角色不到三年。到1888年，该舰已然破败不堪，遂退役并沦为宿营船，以此身份运用至1907年才从海军名录中除籍，之后在鹿特丹拆解报废。

## 设计
1870年至1871年的普法战争后，新成立的德意志帝国海军开始了一项旨在加强舰队实力的扩张规划。海军司令部明确现代蒸汽护卫舰对于舰队侦察以及保护德国在海外利益的海外巡逻任务而言是必要的。两艘莱比锡级护卫舰遂作为1873年舰队计划的一部分订购，该计划总共需要二十艘无装甲护卫舰，其中十二艘已经入役或正在建造中。
阿达尔贝特亲王号的水线长和全长分别为87米和87.5米，有14米的舷宽以及6.2米的前吃水和6.9米的后吃水；其设计排水量为3,980吨，满载时则可达4,626吨。标准船员编制为39名军官和386名水兵。该舰由一台卧式三缸单胀往复式蒸汽机提供动力，用以驱动一副直径为6米的双叶螺旋桨；蒸汽则由六台燃煤箱型火管锅炉供应，这使得它在6,050匹公制馬力（4,450千瓦特）额定功率下的最高航速可达15.8節（29.3每小時），并且能够以10節（19每小時）的速度连续航行2,330海里（4,320）。作为在长途航行期间对蒸汽机的辅助动力，阿达尔贝特亲王号还配备有一套总帆面积为2,600平方米的全帆装索具。
阿达尔贝特亲王号装备有十二门170毫米口径后装式箍炮，其中两门为25倍径、其余十门为较短的22倍径。两门25倍径炮是作为追击炮安置在舰艏，其余则安装在舷侧。这些火炮的射程为5,000米，合共配备1,226发弹药。辅助武器方面，该舰还装备有四门哈乞开斯37毫米转膛炮以及四具350毫米鱼雷发射管。鱼雷发射管安装在水线上方，其中舰艏两具，两边舷侧各一具，合共可携带十枚鱼雷。

## 服役历史
莱比锡级的二号舰是以“A号盖甲板护卫舰”（Gedeckte Korvette A）作为合同代号，于1875年在斯德丁的伏尔铿船厂开始开建。其尼刻形象的舰艏饰则是由雕塑家埃米尔·施泰纳（Emil Steiner）用美国木材所创作。它于1876年6月17日下水，并由海军少将路德维希·冯·亨克根据普法战争中的色当会战而将其命名为“色当号”（Sedan）。次年，该舰投入运行，于1877年9月1日入列舰队。然后它被转移到基尔进行最后的舾装，其中包括安装四具鱼雷发射管，使色当号成为第一艘装备此类武器的德国大型军舰。由于当局担心色当号的称谓会冒犯法国，为避免不必要的麻烦，帝国海军部于1878年9月1日、即法国人在色当落败的整整八年后下令，将该舰更名为阿达尔贝特亲王号，因为此前的同名铁甲舰已经退役并报废。该舰得名于普鲁士亲王阿达尔贝特，他是普鲁士海军的创始人和北德意志邦联海军总司令。
由于军官和水兵短缺，阿达尔贝特亲王号在1878年一直没有服役，因为可用的人员已被分配到正在进行训练巡航的铁甲分舰队。随着铁甲舰大选帝侯号于5月因一次意外碰撞而沉没，巡航被迫取消，所有舰只返回德国；铁甲舰上的船员被置入预备役，然后可以分配至阿达尔贝特亲王号进行海外部署。1877届的海军学员，包括海因里希亲王，都被带上了这次远洋巡航。当舰只尚在德国水域时，海因里希曾获得其胞兄威廉的短暂陪同。

### 第一次海外部署

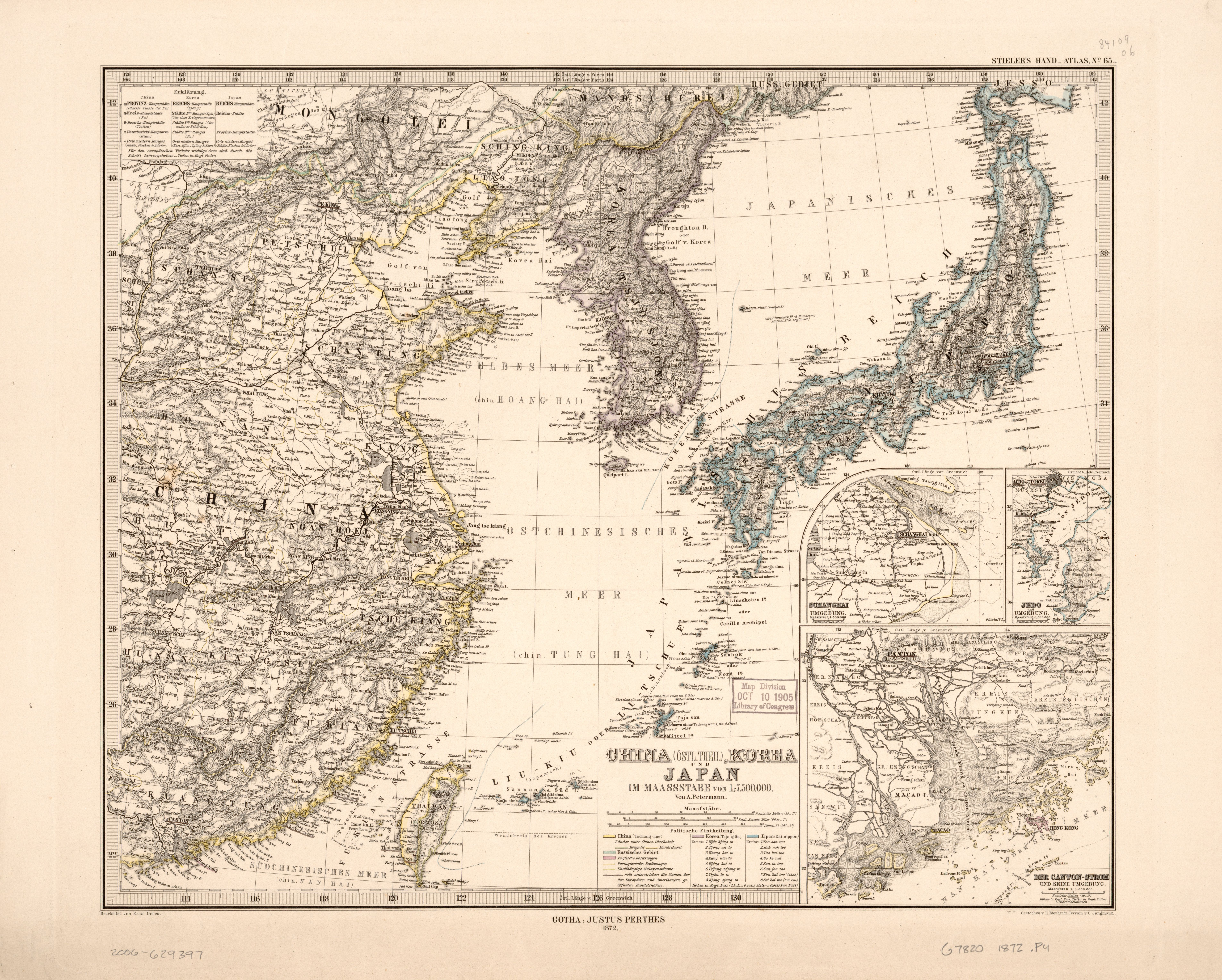
德国人于1872年绘制的东亚地图

1878年10月14日，阿达尔贝特亲王号在海军上校阿希巴尔德·麦克莱恩（Archibald MacLean）的指挥下离开基尔，开始了为期两年的环球航行。除海因里希亲王外，跟舰出行的还有未来的德国海军将领阿尔贝特·冯·塞肯多夫、汉斯·冯·克斯特以及海洋画家卡尔·扎尔茨曼。舰只沿大西洋向南航行，途经南美洲，穿过麦哲伦海峡，继而横渡太平洋前往东亚。1879年5月，阿达尔贝特亲王号抵达日本，遂与驻扎在当地的平甲板护卫舰路易丝号、炮舰狼号和独眼巨人号组成一个分舰队，并由在任军衔最高的麦克莱恩担任司令。随后，阿达尔贝特亲王号开始访问日本和俄国的港口，有时会与路易丝号同行。海因里希亲王作为德皇的代表，也承担了交际任务。阿达尔贝特亲王号留在日本水域直到1880年初，期间到访了当地许多城市，包括神户、长崎和横滨。
由于中日两国就琉球群岛问题发生冲突，分舰队于1880年春季转移至上海，因当地发生的动乱威胁到了德国的利益。然而，由于吃水太深，阿达尔贝特亲王号无法在该地区航行，只得于5月至6月间驻留在香港，留下路易丝号、狼号和独眼巨人号保护居住在上海的德国人。在香港期间，麦克莱恩得知盖甲板护卫舰菲内塔号已经抵达日本轮替阿达尔贝特亲王号，但当时后者的船员们正在遭受严重的胃肠疾病。他们希望公海的新鲜空气能帮助船员恢复健康，于是阿达尔贝特亲王号开始了返回德国的航程。
该舰经过荷属东印度群岛，在柔佛停留，继而穿越印度洋。它之后还分别在南非的西蒙斯敦和圣赫勒拿岛经停，船员们在那里参观了拿破仑的坟墓。1880年9月29日，阿达尔贝特亲王号终于抵达基尔峡湾，受到德皇威廉一世和海军部长阿尔布雷希特·冯·施托施将军的迎接。舰只随后停运以进行长时间的维护和修理工作。由于是次海外巡航非常顺利，施托施将麦克莱恩提升为海军少将；时任该舰大副的塞肯多夫上尉也获得晋升。

### 第二次海外部署
直到1883年，阿达尔贝特亲王号才重新投入使用，接受再次海外部署。然而，在开始巡航之前，它奉命前往意大利的热那亚接载皇储腓特烈出访西班牙。舰只于10月20日离开基尔，腓特烈于11月19日在热那亚登舰，并在平甲板护卫舰索菲号和通报舰罗蕾莱号的陪同下前往西班牙。途中，索菲号因强烈风暴造成其第二斜桅脱落，不得不由罗蕾莱号拖曳行进。三艘舰于11月24日抵达西班牙水域，一直停留到12月15日。翌日，阿达尔贝特亲王号和索菲号启程返回热那亚，它们于12月16日抵达，腓特就此烈离舰。阿达尔贝特亲王号从而得以开启此前已获委任的东亚之旅。
它于1884年4月24日抵达新加坡，接替了其姊妹舰莱比锡号。阿达尔贝特亲王号随后驶往上海，在那里与新成立的东亚分舰队旗舰施托施号及其指挥官、海军上校卡尔·帕申会合。5月中旬，德国舰艇上的船员爆发了发热疫情，迫使帕申率领分舰队前往日本接受治疗。然而，由于紧张局势加剧，阿达尔贝特亲王号和施托施号不得不于7月返回中国水域。次月，中法战争爆发，这些军舰在上海一直停留到8月下旬，期间帕申命令阿达尔贝特亲王号驶往福州。由法国海军中将孤拔率领的远东分舰队正准备攻击驻扎在当地的清朝福建水师，而阿达尔贝特亲王号则与英国和美国的军舰一同，负责保护城内的欧美公民。在随后的马江海战中，法军迅速击溃了中国军队，使阿达尔贝特亲王号得以于9月初回到上海。
此后不久，阿达尔贝特亲王号接到返回德国的命令。它从上海出发，经由日本和塔希提岛的帕皮提前往南美。1885年1月11日，该舰抵达秘鲁卡亚俄；在那里，它去往德国的航程因命令变更而中断。由于哥伦比亚与尼加拉瓜之间的冲突威胁到德国的利益，促使德国海军部派遣阿达尔贝特亲王号到那里保护该地区的德国人。它在当地停留了两个月，然后向南航行到智利的瓦尔帕莱索，并于3月21日至28日在那里驻留。之后，该舰继续执行返回德国的航程，并在绕过合恩角进入大西洋后，于5月7日抵达蒙得维的亚。在乌拉圭逗留期间，阿达尔贝特亲王号又接到了新的命令，需要改道毛里求斯，并在那里加入一个依旧由施托施号舰长帕申指挥的新分舰队，以协助在东非缔结保护条约。
这支被称为东非巡洋分舰队的部队主要任务是解决德国与桑给巴尔之间关于维图兰保护国的争端。它们于1885年8月在毛里求斯集结后共同前往桑给巴尔岛，并在那里迅速说服了当地苏丹放弃对保护国的反对。9月，帕申接到命令，将施托施号、阿达尔贝特亲王号和巡洋巡防舰格奈森瑙号组成一支独立分舰队，并部署至西非。然而由于施托施号自10月起需进入开普敦的旱坞进行维修，10月1日晋升为海军少将的帕森遂把自己的将旗转移至阿达尔贝特亲王号舰上。后者继续前往新近获得的喀麦隆殖民地，以便帕申能够检视那里的情况。与此同时，西非的政局已经趋于平静，因此格奈森瑙号返回东非，而施托施号和阿达尔贝特亲王号则于11月底从弗里敦开始了它们的归国之旅。返程途中，两舰都驶向佛得角，加入在德国与西班牙就加罗林群岛发生争端期间而停泊在那里的练习分舰队（Übungsgeschwader，即公海舰队前身）。在教宗良十三世介入解决争端后，阿达尔贝特亲王号终于可以完成返回德国的航程，并于12月22日抵达威廉港。

### 教学舰
返回威廉港后不久，阿达尔贝特亲王号即被编入预备役，船员编制有所裁减。海军决定将该舰改装为一艘教学舰，于1886年4月8日重新启用，并迎来新一批海军学员和四年制志愿兵登舰。其时任舰长为海军上校伊万·奥尔德科普。在加入练习分舰队之前，阿达尔贝特亲王号先是在波罗的海开始了一系列的短途训练巡航，以便让船员熟悉舰只。该分舰队参加了7月20日至8月15日的年度舰队演习，然后于10月14日从威廉港出发，前往西印度群岛进行大规模冬季训练巡航。至1887年初，这些舰只抵达了丹属的圣托马斯岛。在返回德国的途中，阿达尔贝特亲王号与悬挂汉堡旗的双桅纵帆船埃伦霍尔特号（Ellenholt）相撞，但后者并未在事故中受到严重损坏。练习分舰队于3月30日返回威廉港，阿达尔贝特亲王号随即进入帝国船厂接受维修。
1887年的训练计划于5月5日开始，阿达尔贝特亲王号接上另一批由海军学员和四年制志愿兵组成的队伍，在波罗的海进行了磨合巡航。6月3日，该舰出席了威廉皇帝运河的开凿典礼，并于8月作为第二支舰队的一员参加年度训练演习。冬季训练巡航于10月1日启动，分舰队原本是要去往地中海，但意大利爆发的霍乱疫情导致这次航行仅限于佛得角和加那利群岛，并于1888年4月10日返回威廉港。这一年的例行训练在7月中断，当时教学分舰队和（由练习分舰队更名而来的）演习分舰队被派去陪同新皇帝威廉二世于7月2日至31日出访斯堪的纳维亚港口。这是阿达尔贝特亲王号的最后一次航行。

### 后续运用
1888年，由于长期的海外派遣，阿达尔贝特亲王号已经破败不堪，在服役仅仅十年后，它于9月20日被剔除出教学任务。1890年5月6日，该舰正式从海军名录中除籍，此后被改装成一艘宿营船，驻扎在威廉港。在此期间，一艘新的大巡洋舰于1901年也以阿达尔贝特亲王号之名下水，但不同于以往的惯例，仍然存在的旧阿达尔贝特亲王号并未更名。它以此身份运用直至1907年6月7日，继而由海军部作价131,000金马克售予拆船商，并于同年底在鹿特丹拆解报废。其舰艏饰则被保留了下来，现存于米尔维克海军学校。